# Isam Basu
Isam Basu –en árabe, عصام باسو– (nacido el 10 de octubre de 1998) es un deportista marroquí que compite en judo. Ganó una medalla en los Juegos Panafricanos de 2019, y tres medallas en el Campeonato Africano de Judo entre los años 2018 y 2021.

## Palmarés internacional
| Juegos Panafricanos | Juegos Panafricanos       | Juegos Panafricanos | Juegos Panafricanos |
| Año                 | Lugar                     | Medalla             | Categoría           |
| ------------------- | ------------------------- | ------------------- | ------------------- |
| 2019                | Rabat (Marruecos)         | Medalla de oro      | –60 kg              |
| Campeonato Africano |                           |                     |                     |
| Año                 | Lugar                     | Medalla             | Categoría           |
| 2018                | Túnez (Túnez)             | Medalla de oro      | –60 kg              |
| 2020                | Antananarivo (Madagascar) | Medalla de plata    | –60 kg              |
| 2021                | Dakar (Senegal)           | Medalla de oro      | –60 kg              |